# Innviertel

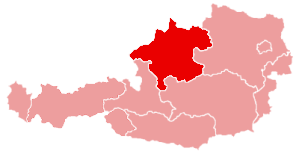
Situación de la Alta Austria.

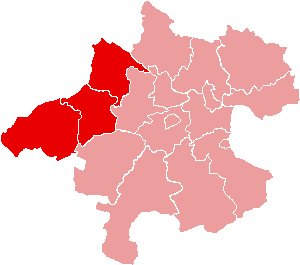
Ubicación de Innviertel dentro de la Alta Austria.

Innviertel (en alemán, distrito del Eno) o Innkreis es una de las cuatro regiones históricas de la Alta Austria. Las otras regiones que constituyen este estado federado de Austria son Hausruckviertel, Mühlviertel y Traunviertel.
Se llama así por el río Eno que fluye por la región.
Innviertel perteneció a Baviera hasta 1779. Después de la Guerra de Sucesión bávara, el Distrito del Eno fue cedido a Austria. En 1809, volvió a Baviera y en 1816 volvió a ser cedido a Austria.
Innviertel incluye los distritos de Braunau am Inn, Ried im Innkreis y Schärding.